# Jan Baranowicz
Jan Baranowicz (ur. 15 maja 1906 w Borzęcinie k. Brzeska Krakowskiego, zm. 20 czerwca 1983 w Katowicach) – poeta, prozaik, autor fraszek, humoresek, satyr, książek dla dzieci i młodzieży a także audycji radiowych, autor poezji Łużyckiej.

## Życiorys
Posiadał wiele pseudonimów m.in. Baran. W 1926 zdał maturę i rozpoczął studia na Uniwersytecie Jagiellońskim w Krakowie, na kierunku filologia polska. Następnie wstąpił do seminarium duchownego w Tarnowie. Od 1913 przebywał na Śląsku, gdzie działał w organizacjach młodzieżowych takich jak „Znicz” i „Wici”. Podczas kryzysu ekonomicznego podjął pracę w Ochotniczych Drużynach Robotniczych na Śląsku. 
W 1923 zadebiutował jako poeta na łamach prasy, natomiast w 1938 wydał tom poezji Pieśń o jaworowym krzaku. W okresie okupacji pełnił funkcję urzędnika w wiejskiej Spółdzielni Spożywców, przebywając w Borzęcinie i w Bogumiłowicach. W 1943 został schwytany przez gestapo i uwięziony za współpracę z Batalionami Chłopskimi (BCh).
W latach 1945–1953 był redaktorem katowickiej rozgłośni Polskiego Radia. W latach 1949–1957 współpracował jako dziennikarz z pismami Odra, Śląsk Literacki oraz Przemiany. 
Od 1961 pełnił funkcję kierownika literackiego Teatru Nowego w Zabrzu. W 1956 otrzymał nagrodę  kulturalną Wojewódzkiej Rady Narodowej w Katowicach za całokształt dokonań literackich kulturalną. Za dzieła takie jak Mój przyjaciel Lompi, Święta z Kępy uzyskał nagrodę Rady Ministrów. Był odznaczony Krzyżem Kawalerskim Orderu Odrodzenia Polski, Orderem Sztandaru Pracy II klasy, Złotym Krzyżem Zasługi, Medalem 10-lecia Polski Ludowej, Medalem 30-lecia Polski Ludowej, odznaką „Zasłużony Działacz Kultury” (dwukrotnie) i odznaką „Zasłużony dla rozwoju województwa katowickiego”.
Został pochowany na cmentarzu przy ul. Francuskiej w Katowicach.

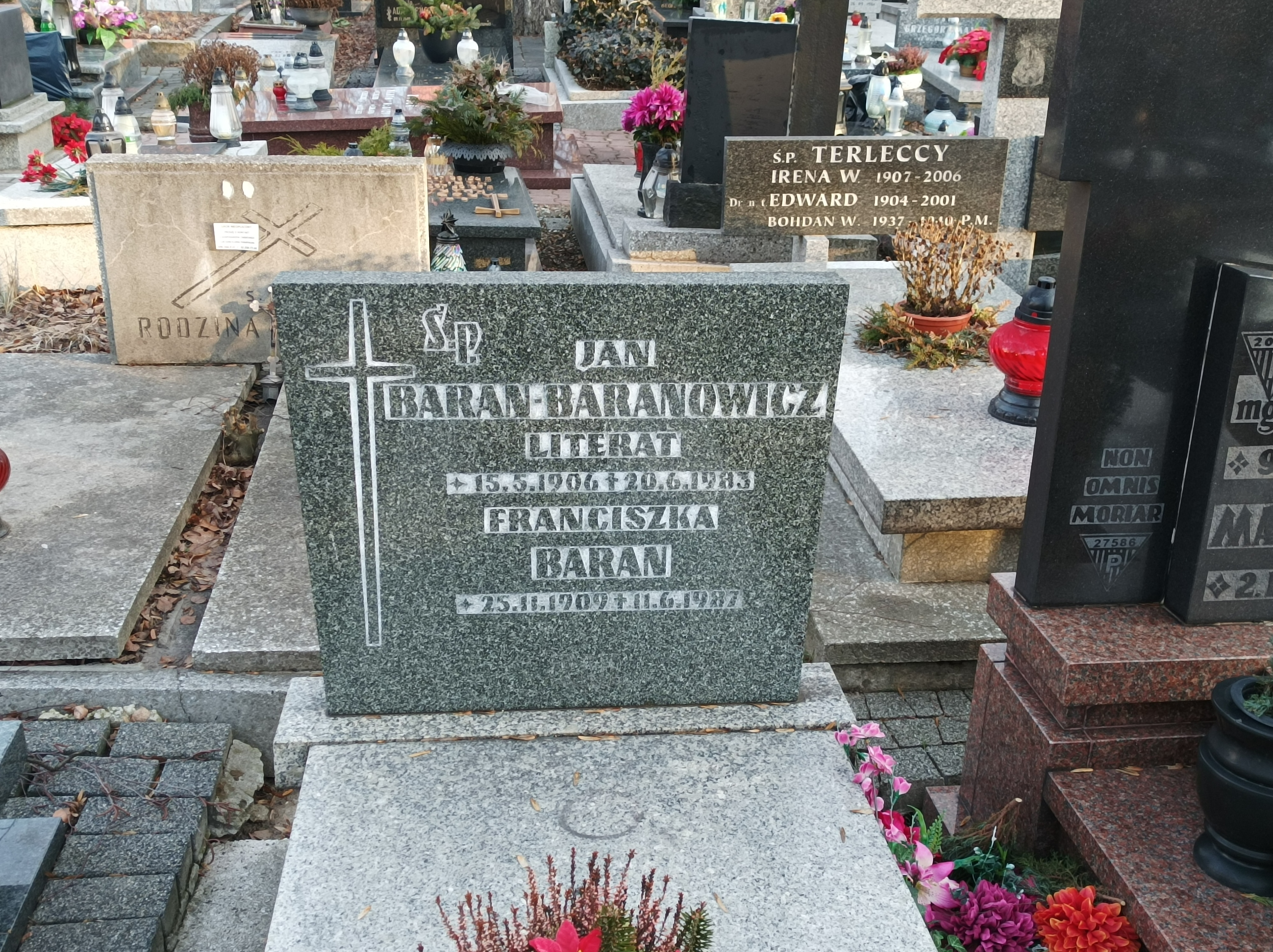
Grób Jana Baranowicza na cmentarzu przy ul. Francuskiej w Katowicach

## Dzieła
- Wiersze (1946)
- Madejowa klechda (1947)
- Szopka betlejemska (1947)
- Łąka skowronków (1948)
- Spółdzielnia nad Zieloną Wodą (1950)
- Chłopska pieśń walki i zwycięstwa (1952)
- Spółdzielnia nad jeziorem (1952)
- Muzyka świerszczy (1953)
- Mój przyjaciel Lompi (1953, 1954, 1955)
- Na chłopski rozum (1954)
- Kołacz i razowiec (1955)
- Pieśń o Marku Prawym (1955)
- Trudna młodość (1956)
- Baśnie śląskie (1957)
- Lata we mgle (1957)
- Święta z Kępy (1957)
- Zielone ścieżki (1957)
- Ośmiu świętych od wina (1958)
- Ludzie i świątki (1959)
- Liryki wybrane (1960)
- Juliusz Ligoń (1960)
- Kurtokowie (1962)
- Baśnie kwitną na hałdach (1962)
- Studnia Białonóżki (1963)
- Potok Łabajów (1965)
- Przygoda z krętogłowem (1966)
- Mój krajobraz (1966)
- Strzały na grobli (1974)
- Kolczyki Kalimury (Wydawnictwo Śląsk, Katowice 1974)
- Notatnik beskidzki (1975)